# Наши соседи (фильм)
«Наши соседи» — советский чёрно-белый фильм 1957 года, комедия, режиссёра Сергея Сплошнова.
Лидер проката 1957 года — фильм посмотрели 27,4 млн зрителей, он занял 12-е место в прокате.

## Сюжет
Это бытовая комедия, её герои — жильцы одной большой квартиры .— Искусство кино, 1957
В освободившуюся комнату коммунальной квартиры вселяется общительный молодой слесарь и сразу же завоевывает симпатии жильцов. У мадам Шпаковской, матери единственной дочери, появляются свои виды на благополучного юношу, в котором она признаёт «знаменитость». Однако молодые люди без её помощи влюбляются друг в друга, а Шпаковская, узнав, что жених — простой парень, безуспешно пытается помешать браку.

## В ролях
- Глеб Глебов —  Иван Кондратьевич Шпаковский.
- Ольга Викландт — Людмила Шпаковская.
- Нелли Корнеева — Светлана Ивановна Шпаковская.
- Лев Фричинский — Сергей Николаевич Терёхин.
- Константин Сорокин — Михаил Леонтьевич Мурашко.
- Валентина Кравченко —  Пелагея Карповна Мурашко
- Анатолий Адоскин — Илья Андреевич Размыслович.
- Лидия Ржецкая — Екатерина Васильевна Сушкова.
- Михаил Петров — Витька Сушков.
- Тамара Трушина — женщина в столе справок, новая сотрудница.

## Съёмочная группа
- Автор сценария: Михаил Антоненков, Ефраим Севела
- Режиссёр: Сергей Сплошнов
- Оператор: Андрей Булинский
- Художник-постановщик: Евгений Ганкин
- Исполнитель песни: Владимир Трошин (в титрах не указан)